# 陸小鳳之決戰前後
《陸小鳳之決戰前後》是香港無綫電視於1977年根據古龍小說《陸小鳳傳奇之決戰前後》改編所拍攝的電視連續劇，全劇共8集，編導王天林，主要演員有劉松仁、鄭少秋、黃元申、黃允財、黃杏秀、盧海鵬等。

## 故事大綱
陸小鳳殺了採花大盜金九齡，哄動全城。平南王邀陸小鳳回府飲宴，陸小鳳欣然前往。世子為試陸小鳳的靈犀一指，以劍相向，但陸小鳳輕易以指挾劍，並勸世子多跟名師學習。世子之師傅白雲城主葉孤城聞陸小鳳可以指挾劍，欲一比試，因而跟蹤他七日七夜。葉孤城從陸小鳳口中得知萬梅山莊主西門吹雪同樣是高傲孤絕的劍客，於是向西門吹雪挑戰，約定于月圓之夜，紫禁之巔，一決高下。在當今世上兩大絕頂劍客的對決，將整個武林鬧至沸沸揚揚之際，誰不知事情背後有一個驚天動地的大陰謀正在醞釀當中。

## 演員表
- 劉松仁 飾 陸小鳳
- 鄭少秋 飾 葉孤城
- 黃元申 飾 西門吹雪
- 黃允財 飾 花滿樓
- 黃杏秀 飾 孫秀青
- 關海山 飾 李燕北
- 李家鼎 飾 金九齡
- 呂瑞容 飾 歐陽情
- 焦　雄 飾 龜　奴
- 駱　恭 飾 平南王
- 關　聰 飾 世　子
- 馬慶生 飾 孫　沖
- 黃炳麟 飾 陸　廣
- 徐桂香 飾 十三姨
- 談泉慶 飾 王府總管
- 黃　新 飾 杜桐軒
- 金興賢 飾 唐天容
- 羅浩楷 飾 嚴人英
- 江文聲 飾 木道人
- 曹　濟 飾 趙正我
- 鍾志強 飾 勝　通
- 高　崗 飾 殷　羨/大內高手
- 翟　威 飾 顧青楓
- 江　毅 飾 王總管
- 盧海鵬 飾 老實和尚
- 金　雷 飾 麻六哥
- 楊炎棠 飾 安　福
- 江　濤 飾 大內高手/魏子雲
- 劉國誠 飾 大內高手/屠　方
- 何廣倫 飾 大內高手/丁　敖
- 吳孟達 飾 卜　巨
- 鄧英敏 飾 唐天縱
- 林嶺東 飾 司馬紫衣
- 馬劍棠 飾 司空摘星
- 李國麟 飾 胡　青
- 何璧堅 飾 泥人張甲
- 盧寶華 飾 泥人張乙
- 鄭大衛 飾 小　孩/小　童
- 梁侃輝 飾 皇　帝
- 徐廣林 飾 太　監

## 劇集歌曲
主題曲《陸小鳳》
- 作曲：顧嘉煇
- 填詞：盧國沾
- 主唱：鄭少秋

插曲《決戰前夕》
- 作曲：顧嘉煇
- 填詞：盧國沾
- 主唱：鄭少秋

插曲《願君心記取》
- 作曲：顧嘉煇
- 填詞：盧國沾[a]
- 主唱：張德蘭

## 註腳
1. ↑  歌詞靈感源於盧國沾欲隻身到外國流浪一年時、盧妻挽留的話語[1]